# Schwimm- und Sportverein Ulm 1846 1979-1980
Questa voce raccoglie le informazioni riguardanti lo Schwimm- und Sportverein Ulm 1846 nelle competizioni ufficiali della stagione 1979-1980.

## Stagione
Nella stagione 1979-1980 l'Ulm, allenato da Klaus-Peter Jendrosch e Jörg Berger, concluse il campionato di 2. Bundesliga al 16º posto.

## Rosa
| N. |                     | Ruolo | Calciatore       |
| -- | ------------------- | ----- | ---------------- |
|    | Germania (bandiera) | P     | Walter Modick    |
|    | Germania (bandiera) | P     | Alex Pietsch     |
|    | Germania (bandiera) | D     | Werner Behr      |
|    | Germania (bandiera) | D     | Günter Berti     |
|    | Germania (bandiera) | D     | Roland Boley     |
|    | Germania (bandiera) | D     | Walter Kubanczyk |
|    | Germania (bandiera) | D     | Helmut Meier     |
|    | Germania (bandiera) | D     | Jürgen Simon     |
|    | Germania (bandiera) | D     | Willi Wanner     |
|    | Germania (bandiera) | D     | Bernd Zimmermann |
|    | Serbia (bandiera)   | C     | Zlatan Cajkovski |
|    | Germania (bandiera) | C     | Harald Forderer  |

| N. |                     | Ruolo | Calciatore          |
| -- | ------------------- | ----- | ------------------- |
|    | Germania (bandiera) | C     | Dieter Kohnle       |
|    | Germania (bandiera) | C     | Reinhold Kramer     |
|    | Germania (bandiera) | C     | Jürgen Miles        |
|    | Germania (bandiera) | C     | Uli Nußbaumer       |
|    | Germania (bandiera) | C     | Siegfried Schneider |
|    | Germania (bandiera) | C     | Erich Steer         |
|    | Germania (bandiera) | A     | Josef Beller        |
|    | Germania (bandiera) | A     | Erich Kielwein      |
|    | Germania (bandiera) | A     | Joachim Puntschart  |
|    | Germania (bandiera) | A     | Karl-Heinz Schrade  |
|    | Germania (bandiera) | A     | Peter Szupak        |

## Organigramma societario
Area tecnica
- Allenatore: Jörg Berger
- Allenatore in seconda:
- Preparatore dei portieri:
- Preparatori atletici:

## Calciomercato

### Sessione estiva
| Acquisti | Acquisti         | Acquisti         | Acquisti |
| R.       | Nome             | da               | Modalità |
| -------- | ---------------- | ---------------- | -------- |
| A        | Josef Beller     | Bayern Hof       |          |
| D        | Roland Boley     | Reutlingen       |          |
| C        | Zlatan Cajkovski | Waldhof Mannheim |          |
| A        | Erich Kielwein   | Würzburg         |          |
| C        | Jürgen Miles     | 1. FC Pforzheim  |          |
| C        | Erich Steer      | Augusta          |          |

| Cessioni | Cessioni | Cessioni | Cessioni |
| R.       | Nome     | a        | Modalità |
| -------- | -------- | -------- | -------- |

### Sessione invernale
| Acquisti | Acquisti | Acquisti | Acquisti |
| R.       | Nome     | da       | Modalità |
| -------- | -------- | -------- | -------- |

| Cessioni | Cessioni | Cessioni | Cessioni |
| R.       | Nome     | a        | Modalità |
| -------- | -------- | -------- | -------- |

## Risultati

### 2. Bundesliga

#### Girone di andata
| Arbitro: | Pickard |

|                                      |           |  |
| Saile 4’ Renner 27’ Steer 71’ (aut.) | Marcatori |  |

| Arbitro: | Scheffner |

|                   |           |  |
| Kohnle 60’ (rig.) | Marcatori |  |

| Arbitro: | Dücker |

|              |           |                |
| Sommerer 16’ | Marcatori | 77’ Zimmermann |

| Arbitro: | Kühne |

|                             |           |                      |
| Meier 6’ Schneider 38’, 56’ | Marcatori | 18’ (aut.) Kubanczyk |

| Arbitro: | Schumann |

|           |           |  |
| Bührer 8’ | Marcatori |  |

| Arbitro: | Dellwing |

|  |           |                  |
|  | Marcatori | 36’ Hinterberger |

| Arbitro: | Ferro |

|  |           |          |
|  | Marcatori | 8’ Boley |

| Ulma 15 settembre 1979 8ª giornata | Ulma        | 0 – 0 referto | Friburgo | Donaustadion (5 500 spett.)\| Arbitro: \| Aulenbacher \| |
| Arbitro:                           | Aulenbacher |               |          |                                                          |

| Arbitro: | Wilhelmi |

|                                    |           |            |
| Wagner 29’ Warken 30’ Subklewe 38’ | Marcatori | 52’ Kohnle |

| Arbitro: | Wilhelmi |

|                        |           |               |
| Schneider 9’ Miles 11’ | Marcatori | 38’, 86’ Klag |

| Arbitro: | Sahner |

|                      |           |                  |
| Miles 14’ Kohnle 77’ | Marcatori | 61’ (aut.) Meier |

| Arbitro: | Schmidhuber |

|                          |           |                |
| Nußbaumer 13’ Kohnle 83’ | Marcatori | 72’ Bergfelder |

| Arbitro: | Dahler |

|                       |           |            |
| Günther 9’ Struth 80’ | Marcatori | 21’ Szupak |

| Arbitro: | Huster |

|                                      |           |                     |
| Schneider 45’, 90’ Kohnle 70’ (rig.) | Marcatori | 54’ (rig.) Krostina |

| Arbitro: | Gschwender |

|                              |           |  |
| Korlatzki 10’, 33’ Weber 63’ | Marcatori |  |

| Arbitro: | Nickel |

|           |           |                       |
| Miles 45’ | Marcatori | 66’ Hofmann 77’ Klein |

| Arbitro: | Kinzinger |

|                                     |           |            |
| Heidenreich 80’ Weyerich 90’ (rig.) | Marcatori | 45’ Szupak |

| Ulma 2 dicembre 1979 18ª giornata | Ulma    | 0 – 0 referto | Saarbrücken | Donaustadion (8 000 spett.)\| Arbitro: \| Walther \| |
| Arbitro:                          | Walther |               |             |                                                      |

| Arbitro: | Dellwing |

|                        |           |  |
| Poulsen 34’ Schulz 36’ | Marcatori |  |

| 15 dicembre 1979 20ª giornata |  | – Turno di riposo |  |  |

| Arbitro: | Kuhn |

|                                        |           |  |
| Jordan 3’, 26’, 60’ (rig.) Stetter 85’ | Marcatori |  |

#### Girone di ritorno
| Arbitro: | Glaw |

|                                        |           |  |
| Cajkovski 17’ Schneider 46’ Kohnle 78’ | Marcatori |  |

| Arbitro: | Brückner |

|                         |           |                                      |
| Basic 33’ Killmaier 62’ | Marcatori | 43’ Schrade 61’ Schneider 81’ Kohnle |

| Arbitro: | Theobald |

|            |           |                      |
| Kohnle 59’ | Marcatori | 11’ Breuer 39’ Brand |

| Arbitro: | Kuhn |

|            |           |                          |
| Kutzop 66’ | Marcatori | 62’ Szupak 75’ Schneider |

| Arbitro: | Gschwender |

|                          |           |                                   |
| Beller 13’ Schneider 77’ | Marcatori | 8’ Hein 37’ (rig.) Pradt 59’ Harm |

| Arbitro: | Aulenbacher |

|                                       |           |             |
| Bulut 8’ Kastner 56’ Smuda 58’ (rig.) | Marcatori | 88’ Schrade |

| Arbitro: | Brehm |

|  |           |            |
|  | Marcatori | 78’ Wagner |

| Arbitro: | Ross |

|           |           |                              |
| Reich 48’ | Marcatori | 20’, 87’ Kohnle 77’ Kielwein |

| Arbitro: | Ermer |

|                       |           |               |
| Schrade 37’ Meier 67’ | Marcatori | 38’, 87’ Lenz |

| Worms 29 marzo 1980 31ª giornata | Wormatia Worms | 0 – 0 referto | Ulma | Wormatia-Stadion (1 500 spett.)\| Arbitro: \| Jupe \| |
| Arbitro:                         | Jupe           |               |      |                                                       |

| Arbitro: | Ferro |

|  |           |                                              |
|  | Marcatori | 33’ Schrade 39’ Miles 61’, 78’ (rig.) Kohnle |

| Arbitro: | Michel |

|            |           |            |
| Szupak 88’ | Marcatori | 90’ Ludwig |

| Treviri 12 aprile 1980 34ª giornata | Eintracht Treviri | 0 – 0 referto | Ulma | Moselstadion (4 800 spett.)\| Arbitro: \| Engel \| |
| Arbitro:                            | Engel             |               |      |                                                    |

| Arbitro: | Dellwing |

|                        |           |          |
| Kohnle 74’ (rig.), 78’ | Marcatori | 29’ Bold |

| Arbitro: | Regneri |

|                                 |           |            |
| Krostina 41’ (rig.), 76’ (rig.) | Marcatori | 15’ Beller |

| Arbitro: | Dahler |

|            |           |  |
| Beller 61’ | Marcatori |  |

| Arbitro: | Glaw |

|             |           |  |
| Sarroca 58’ | Marcatori |  |

| Arbitro: | Theobald |

|               |           |                      |
| Schneider 19’ | Marcatori | 55’, 73’, 86’ Susser |

| Arbitro: | Kühne |

|                          |           |                                 |
| Traser 22’ Denz 58’, 81’ | Marcatori | 52’ Beller 68’ (rig.) Kubanczyk |

| Arbitro: | Könen |

|                                |           |            |
| Schrade 10’, 25’ Nußbaumer 73’ | Marcatori | 50’ Ludwig |

| 7 aprile 1980 42ª giornata |  | – Turno di riposo |  |  |

## Statistiche

### Statistiche di squadra
| Competizione  | Punti | In casa | In casa | In casa | In casa | In casa | In casa | In trasferta | In trasferta | In trasferta | In trasferta | In trasferta | In trasferta | Totale | Totale | Totale | Totale | Totale | Totale | DR |
| Competizione  | Punti | G       | V       | N       | P       | Gf      | Gs      | G            | V            | N            | P            | Gf           | Gs           | G      | V      | N      | P      | Gf     | Gs     | DR |
| ------------- | ----- | ------- | ------- | ------- | ------- | ------- | ------- | ------------ | ------------ | ------------ | ------------ | ------------ | ------------ | ------ | ------ | ------ | ------ | ------ | ------ | -- |
| 2. Bundesliga | 36    | 20      | 9       | 5       | 6       | 30      | 23      | 20           | 5            | 3            | 12           | 21           | 34           | 40     | 14     | 8      | 18     | 51     | 57     | -6 |
| Totale        | 36    | 20      | 9       | 5       | 6       | 30      | 23      | 20           | 5            | 3            | 12           | 21           | 34           | 40     | 14     | 8      | 18     | 51     | 57     | -6 |

### Andamento in campionato
| Giornata  | 1  | 2  | 3  | 4 | 5  | 6  | 7  | 8  | 9  | 10 | 11 | 12 | 13 | 14 | 15 | 16 | 17 | 18 | 19 | 20 | 21 | 22 | 23 | 24 | 25 | 26 | 27 | 28 | 29 | 30 | 31 | 32 | 33 | 34 | 35 | 36 | 37 | 38 | 39 | 40 | 41 | 42 |
| --------- | -- | -- | -- | - | -- | -- | -- | -- | -- | -- | -- | -- | -- | -- | -- | -- | -- | -- | -- | -- | -- | -- | -- | -- | -- | -- | -- | -- | -- | -- | -- | -- | -- | -- | -- | -- | -- | -- | -- | -- | -- | -- |
| Luogo     | T  | C  | T  | C | T  | C  | T  | C  | T  | C  | C  | C  | T  | C  | T  | C  | T  | C  | T  |    | T  | C  | T  | C  | T  | C  | T  | C  | T  | C  | T  | T  | C  | T  | C  | T  | C  | T  | C  | T  | C  |    |
| Risultato | P  | V  | N  | V | P  | P  | V  | N  | P  | N  | V  | V  | P  | V  | P  | P  | P  | N  | P  |    | P  | V  | V  | P  | V  | P  | P  | P  | V  | N  | N  | V  | N  | N  | V  | P  | V  | P  | P  | P  | V  |    |
| Posizione | 19 | 17 | 14 | 8 | 14 | 16 | 11 | 12 | 14 | 14 | 12 | 8  | 11 | 8  | 9  | 11 | 13 | 12 | 13 | 13 | 16 | 13 | 12 | 13 | 11 | 14 | 15 | 17 | 14 | 13 | 14 | 12 | 11 | 11 | 11 | 11 | 11 | 11 | 12 | 13 | 11 | 16 |

Legenda:

Luogo: C = Casa; T = Trasferta. Risultato: V = Vittoria; N = Pareggio; P = Sconfitta.

### Statistiche dei giocatori
| W. Behr       | 12 | 0  | 2 | 0 |
| J. Beller     | 36 | 4  | 2 | 0 |
| G. Berti      | 35 | 0  | 5 | 0 |
| R. Boley      | 33 | 1  | 4 | 1 |
| Z. Cajkovski  | 7  | 1  | 0 | 0 |
| H. Forderer   | 4  | 0  | 0 | 0 |
| E. Kielwein   | 18 | 1  | 0 | 0 |
| D. Kohnle     | 38 | 14 | 5 | 0 |
| R. Kramer     | 14 | 0  | 0 | 0 |
| W. Kubanczyk  | 32 | 1  | 1 | 0 |
| H. Meier      | 31 | 2  | 2 | 0 |
| J. Miles      | 24 | 4  | 1 | 0 |
| W. Modick     | 40 | 0  | 2 | 0 |
| U. Nußbaumer  | 13 | 2  | 1 | 0 |
| A. Pietsch    | 0  | 0  | 0 | 0 |
| J. Puntschart | 1  | 0  | 0 | 0 |
| S. Schneider  | 34 | 10 | 4 | 0 |
| K. Schrade    | 34 | 6  | 2 | 0 |
| J. Simon      | 1  | 0  | 0 | 0 |
| E. Steer      | 39 | 0  | 4 | 0 |
| P. Szupak     | 29 | 4  | 6 | 0 |
| W. Wanner     | 15 | 0  | 1 | 0 |
| B. Zimmermann | 24 | 1  | 4 | 0 |